# Dvosmjerna funkcija refleksijske razdiobe
Svjetlost prilikom dolaska na dioptrijsku plohu vrši tri «transformacije»: reflektira se, lomi i apsorbira tako da je zakon očuvanja energije zadovoljen, tj. suma energija reflektirane, lomljene i apsorbirane svjetlosti jednaka je energiji upadnog svjetlosnog zračenja. Dvosmjerna funkcija refleksijske razdiobe (DFRR) opisuje samo razdiobu reflektiranog zračenja, dok dvosmjerna funkcija transmisijske razdiobe (DFTR) opisuje razdiobu lomljene svjetlosti. U daljnjem tekstu, opisuje se samo DFRR.
Općenito gledano, količina reflektirane i lomljene svjetlosti ovisi o položaju promatrača i svjetlosnog izvora u odnosu na normalu i tangentu dioptrijske plohe. Uzmimo za primjer plastični vrč obasjan približno točkastim izvorom bijele svjetlosti. Na jednom njegovom dijelu isticat će se izrazito sjajna točka, posljedica približno zrcalne refleksije. Ako se promatrač pomakne, pomakne se i položaj te svijetle točke. Isti fenomen će se opaziti i ako su promatrač i vrč nepomični, a izvor svjetlosti onaj koji se pomiče. Dakle, s obzirom na to da DFRR mora biti u stanju opisivati ovakve, o promatraču i izvoru ovisne refleksije, ona je nužno funkcija upadnog i odlaznog smjera svjetlosnog zračenja u odnosu na lokalnu orijentaciju točke u kojoj se promatra svjetlosna interakcija.
Nadalje, iskustvena je činjenica da objekte vidimo u različitim bojama iako su obasjani frekvencijski ravnomjerno raspoređenom svjetlošću (bijelo svjetlo). To znači da DFRR ovisi i o valnoj duljini svjetlosti. Konačno, svjetlo ne reagira jednako na svim dijelovima neke površine što je odmah očito na primjeru bilo kojeg drvenog namještaja u vašem domu. Naime, primjetne su različite teksture, različitih boja i intenziteta. Ova pojava zove se varijanca položaja i nameće razvidan zaključak da je DFRR i funkcija položaja.